# Isabelle Gallagher

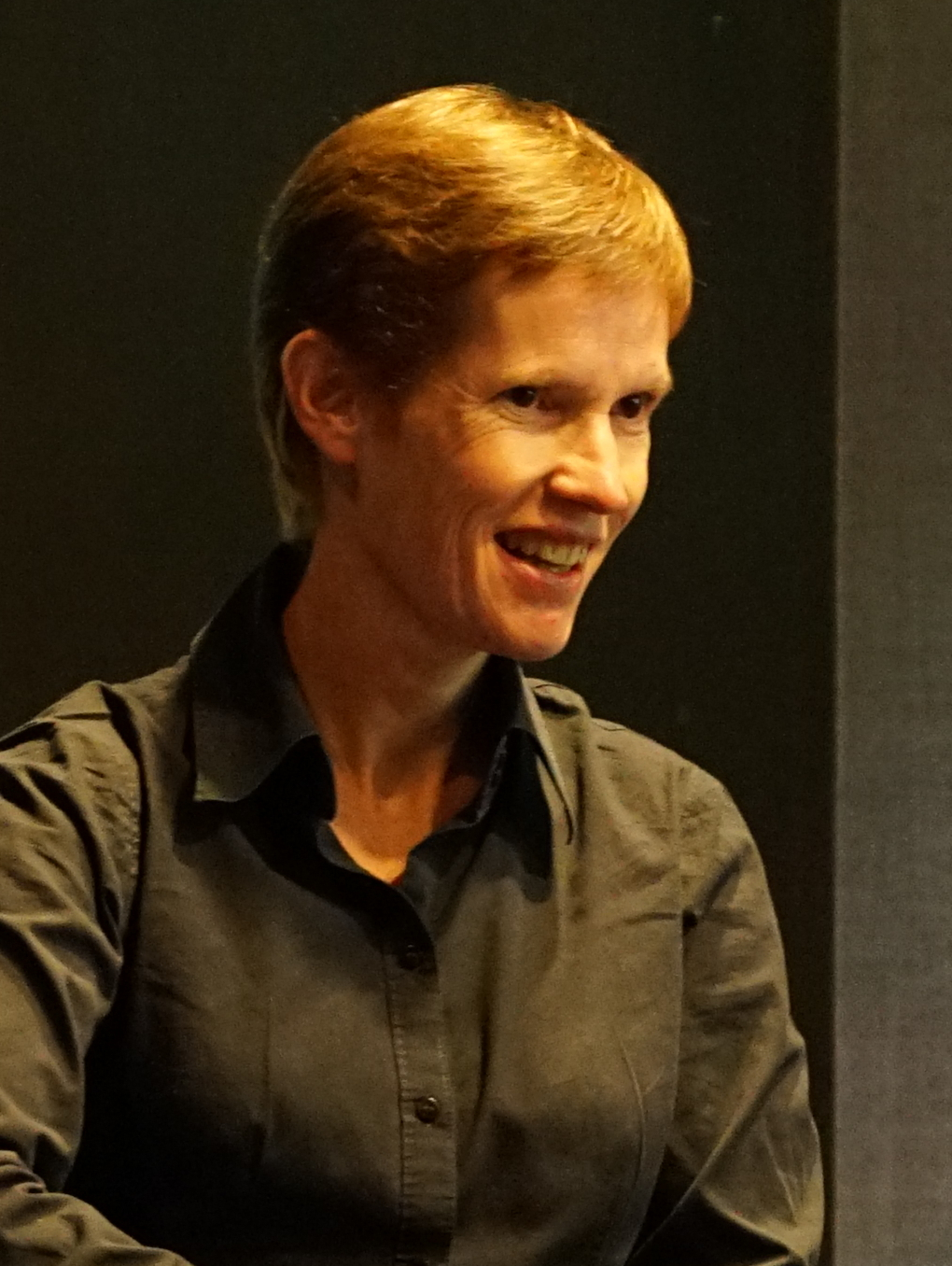
Isabelle Gallagher (2019)

Isabelle Gallagher (* 27. Oktober 1973 in Cagnes-sur-Mer, Côte d’Azur) ist eine französische Mathematikerin und Hochschullehrerin, die sich mit Partiellen Differentialgleichungen befasst.

## Leben und Wirken
Gallagher ging in Nizza zur Schule und studierte ab 1993 an der Elitehochschule École polytechnique. 1995 erwarb sie ihren DEA am Labor für Numerische Analysis der Universität Paris VI und wurde dort 1998 bei Jean-Yves Chemin promoviert (Étude mathématique de quelques problèmes en mécanique des fluide). Danach war sie Chargée de Recherches des CNRS an der Universität Paris-Süd und der École Polytechnique und habilitierte sich 2002 an der Universität Paris-Süd (Étude mathématique d’équations des ondes et de la mécanique des fluides). 
Seit 2004 ist sie Professorin an der Universität Paris VII (Denis Diderot). 2003 bis 2009 lehrte sie außerdem an der École Polytechnique. 2009 bis 2014 war sie Junior-Mitglied des Institut Universitaire de France. 2011 war sie ein halbes Jahr am Labor Poncelet in Moskau.
Seit 2017 ist sie Professorin für Mathematik an der École normale supérieure (Paris) (ENS PSL). Sie leitete dort von 2018 bis 2019 das Département de Mathématiques et Applications. Seit 2019 ist sie auch Direktorin der Fondation Sciences Mathématiques de Paris.
Im Juni 2024 wurde sie zur Präsidentin der Société Mathématique de France gewählt.

## Forschungsschwerpunkte
Sie befasst sich mit nichtlinearen Evolutionsgleichungen und Navier-Stokes-Gleichung (z. B. Cauchy-Problem, asymptotische Lösungen für große Zeiten), mit der semilinearen Schrödingergleichung, Wellengleichungen und Turbulenz. Außerdem befasst sie sich mit harmonischer Analysis auf Gruppen und speziell der Heisenberg-Gruppe.

## Auszeichnungen
- 2008: Prix Paul Doistau-Émile Blutet der Académie des sciences
- 2014: eingeladene Sprecherin auf dem ICM in Seoul, „From molecular dynamics to kinetic theory and hydrodynamics“[5]
- 2016: Médaille d’argent des Centre national de la recherche scientifique (CNRS)[6]
- 2016: Prix La Recherche mit Thierry Bodineau und Laure Saint-Raymond für den Artikel „The Brownian motion as the limit of a deterministic system of hard-spheres“[7]
- 2016: Ordre national du Mérite (Chevalier), französischer Nationalorden im Rang Ritter[8]
- 2018: Sophie-Germain-Preis der Académie des sciences[9]
- 2020: Coxeter Lecture Series am Fields Institute (Toronto)[10]
- 2023: Medal of the Erwin Schrödinger Institute for Mathematics and Physics.[2][4]

## Publikationen (Auswahl)

### Bücher und Buchbeiträge
- Jean-Yves Chemin, Benoit Desjardins, Isabelle Gallagher, Emmanuel Grenier: Mathematical Geophysics: An introduction to rotating fluids and the Navier-Stokes equations. Oxford University Press, 2006, ISBN 978-0-19-857133-9, doi:10.1093/oso/9780198571339.001.0001 (oup.com [abgerufen am 7. September 2023]).
- Isabelle Gallagher, Thierry Paul, Laure Saint-Raymond: On the Propagation of Oceanic Waves Driven by a Strong Macroscopic Flow. In: Nonlinear Partial Differential Equations. Band 7. Springer Berlin Heidelberg, Berlin, Heidelberg 2012, ISBN 978-3-642-25360-7, S. 231–254, doi:10.1007/978-3-642-25361-4_13.
- Isabelle Gallagher, Laure Saint-Raymond, Benjamin Texier: From Newton to Boltzmann: Hard Spheres and Short-range Potentials. 1. Auflage. EMS Press, 2014, ISBN 978-3-03719-129-3, doi:10.4171/129.

### Artikel
- Jean-Yves Chemin, Isabelle Gallagher, Marius Paicu: Global regularity for some classes of large solutions to the Navier-Stokes equations. In: Annals of Mathematics. Band 173, Nr. 2, 1. März 2011, ISSN 0003-486X, S. 983–1012, doi:10.4007/annals.2011.173.2.9.
- Thierry Bodineau, Isabelle Gallagher, Laure Saint-Raymond: The Brownian motion as the limit of a deterministic system of hard-spheres. In: Inventiones Mathematicae. Band 203, Nr. 2, Februar 2016, ISSN 0020-9910, S. 493–553, doi:10.1007/s00222-015-0593-9.
- Thierry Bodineau, Isabelle Gallagher, Laure Saint-Raymond, Sergio Simonella: Fluctuation Theory in the Boltzmann–Grad Limit. In: Journal of Statistical Physics. Band 180, Nr. 1–6, September 2020, ISSN 0022-4715, S. 873–895, doi:10.1007/s10955-020-02549-5.
- Hajer Bahouri, Davide Barilari, Isabelle Gallagher: Strichartz Estimates and Fourier Restriction Theorems on the Heisenberg Group. In: Journal of Fourier Analysis and Applications. Band 27, Nr. 2, April 2021, ISSN 1069-5869, doi:10.1007/s00041-021-09822-5.